# Dillon (Colorado)
Dillon [ˈdɪlən] ist eine Town im US-Bundesstaat Colorado.
Sie liegt rund 100 Kilometer westlich von Denver am nach ihr benannten Dillon Reservoir.

## Geschichte
Der ursprüngliche Ort (Old Dillon) wurde im 19. Jahrhundert in einem Tal gegründet, in dem drei Flüsse zusammentreffen. Um die Wasserversorgung von Denver zu sichern, wurde ein Staudamm gebaut und das Tal im Jahr 1963 geflutet, wodurch das Dillon-Reservoir – auch Lake Dillon genannt – entstand. In dieser Zeit wurde die Stadt nordöstlich des alten Standortes neu gebaut. Teilweise wurden Gebäude auch als Ganzes versetzt und befinden sich heute im nahegelegenen Silverthorne.

## Sehenswürdigkeiten

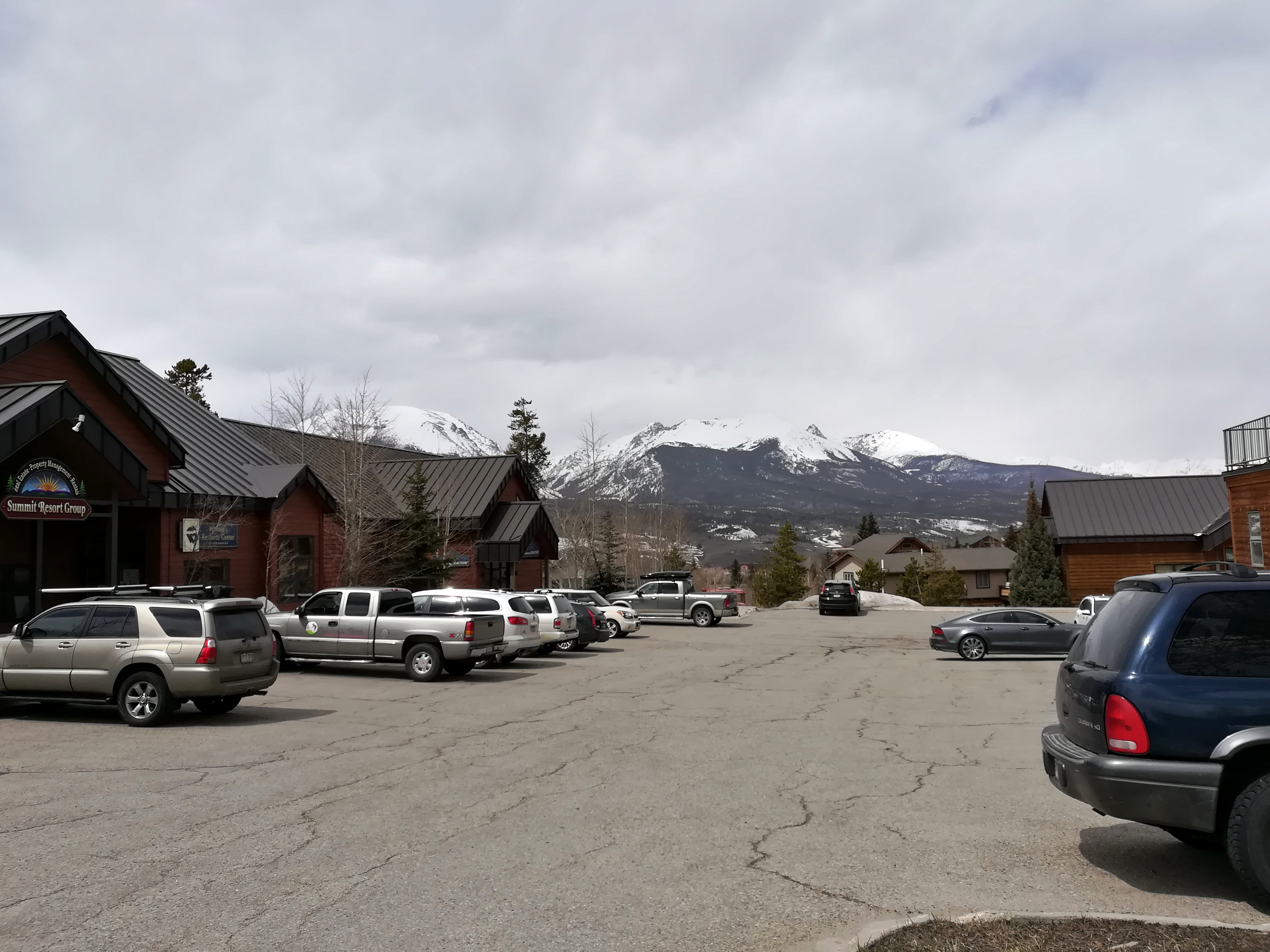
Blick auf die Tenmile Range

Im Dillon Schoolhouse Museum wird die Einrichtung einer alten Schule aus dem Jahr 1883 gezeigt.
Die Dillon Marina beherbergt den Dillon Yacht Club. Er gilt als der am höchsten – fast 3000 Meter über Meer – gelegene Yachtclub der Welt.